# 韋德爾群島
65°7′S 64°15′W / 65.117°S 64.250°W
韋德爾群島（英語：Vedel Islands）是南極洲的群島，處於霍夫高島以西3.7公里，屬於威廉群島的一部分，最大島嶼在1898年由比利時探險隊發現和命名，現時由南極條約體系管理。